# 2-cloro-1,1,1-trifluoroetano
Il 2-cloro-1,1,1-trifluoroetano, noto anche come freon 133a o R-133a è un alogenuro alchilico appartenente alla categoria dei clorofluorocarburi, avente formula chimica F3C-CH2-Cl. In condizioni standard appare come un gas incolore, parzialmente solubile in acqua. 
Trova impiego a livello industriale come refrigerante, come solvente e come reagente nelle sintesi organiche.